# ル・シャ・ノワール

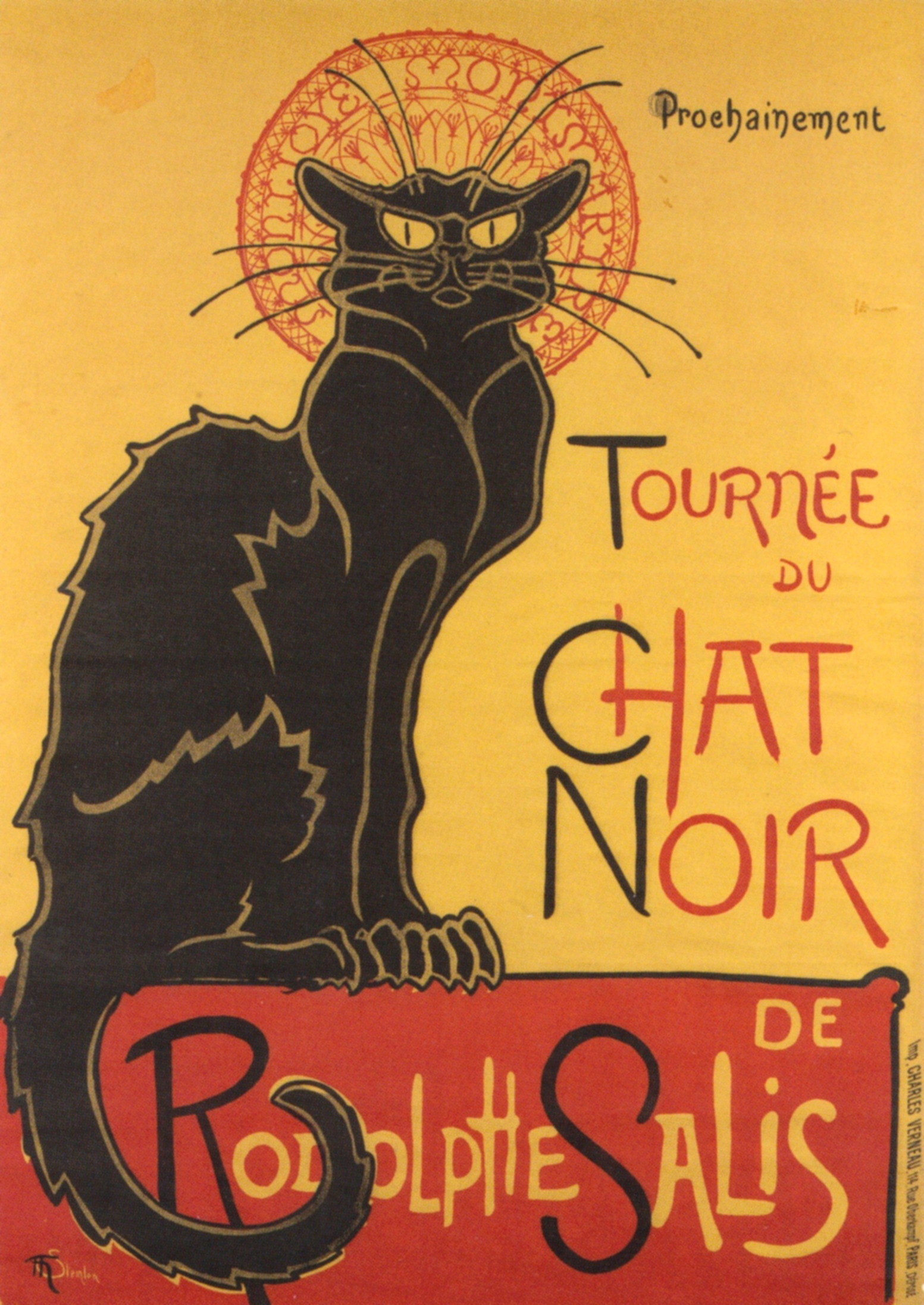
スタンラン作『ルドルフ・サリスの「ル・シャ・ノワール」の巡業』(1896)

ル・シャ・ノワール (Le Chat noir; 「黒猫」の意) は、パリ18区（モンマルトル）にあった文芸キャバレーであり、ロドルフ・サリス(1851-1897) により1881年11月にロシュシュアール大通り84番地に設立され、1885年6月にラヴァル通り12番地（現在のヴィクトール・マセ通り）に移転。1897年にサリスの死去により閉店した。また、このキャバレーの機関紙として1882年から1895年まで同名の週刊新聞『ル・シャ・ノワール』を発行した。特に、テオフィル・アレクサンドル・スタンラン (1859-1923) の『ルドルフ・サリスの「ル・シャ・ノワール」の巡業』のポスター、および画家アンリ・リヴィエール (1864-1951) が創設し、映画の先駆けとなった「テアートル・ドンブル（影絵芝居）」で知られる。退廃的（デカダンス）な世紀末と享楽的なベル・エポックの精神の象徴として、日本でも2011年から2012年にかけて「陶酔のパリ・モンマルトル 1880-1910 ― 『シャ・ノワール（黒猫）』をめぐるキャバレー文化と芸術家たち」と題する企画展が伊丹市立美術館、尾道市立美術館、北海道立函館美術館、群馬県立近代美術館および八王子市夢美術館で開催され、ポスター（リトグラフ）や機関紙に掲載された風刺画などが紹介され、影絵芝居の再現映像が上映された。

## 歴史

### 創業者ロドルフ・サリス

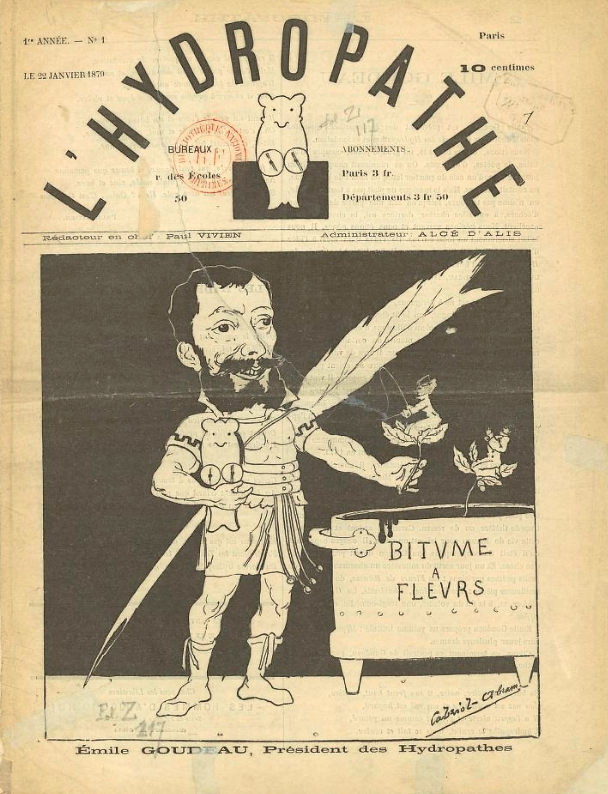
『イドロパット』1879年1月22日付第1号の表紙：ジョルジュ・ロランによるエミール・グードーの風刺画 (BnF 電子図書館)

ボヘミアン（ボエーム）芸術家ロドルフ・サリスは、シャテルロー（ヌーヴェル＝アキテーヌ地域圏、ヴィエンヌ県）のカフェ経営者の息子で、1872年からパリで放浪生活を送っていたが、何らかの事情で資金を得、モンマルトルの小さな物件を買い取り、キャバレーを始めることにした。サリスは芸術家や文人が集まる場にしたかったので、1878年にカルチエ・ラタンで「イドロパット・クラブ」（またはイドロパット）を結成し、多くのフュミストやデカダン詩人、ボヘミアン芸術家を集めていた詩人エミール・グードー(1849-1906) に参加を求めた。

### 詩人エミール・グードーと「イドロパット」

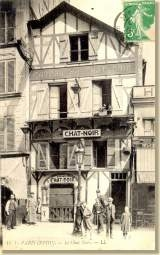
ル・シャ・ノワールの店舗

「水」を意味する「hydro-」と「病」を意味する「-pathe」から成る「イドロパット (Hydropathe)」という言葉はもともと水治療法 (仏 hydrothérapie; 英 hydrotherapy, water cure) を含み「内服・外用として水だけを用いることで病気が治ると主張する人」という戯言・俗語だが、逆に「水を飲むと病気になる」という意味、グードー (Goudeau) という名前と "goût d'eau (水の味)" をかけた言葉、グードーが好んだヨーゼフ・グングル (1809-1889) のワルツ『ハイドロパテン (Die Hydropathen)』に因む言葉など、多義的な戯言、言葉遊びであった。また、「フュミスト」、「フュミストリー」とは、もともと「暖炉職人」の意味だが、19世紀中頃から「冗談好き、ふざけた人、不真面目な人」の意味で使われ、退廃的（デカダンス）な世紀末と享楽的なベル・エポックの精神を表わすようになった。
こうして、ロドルフ・サリスのキャバレーにエミール・グードーの「イドロパット」の前衛的な芸術家や文人らが集まることで、退廃的なキャバレー文化が栄え、前衛的な芸術が開花したのである。

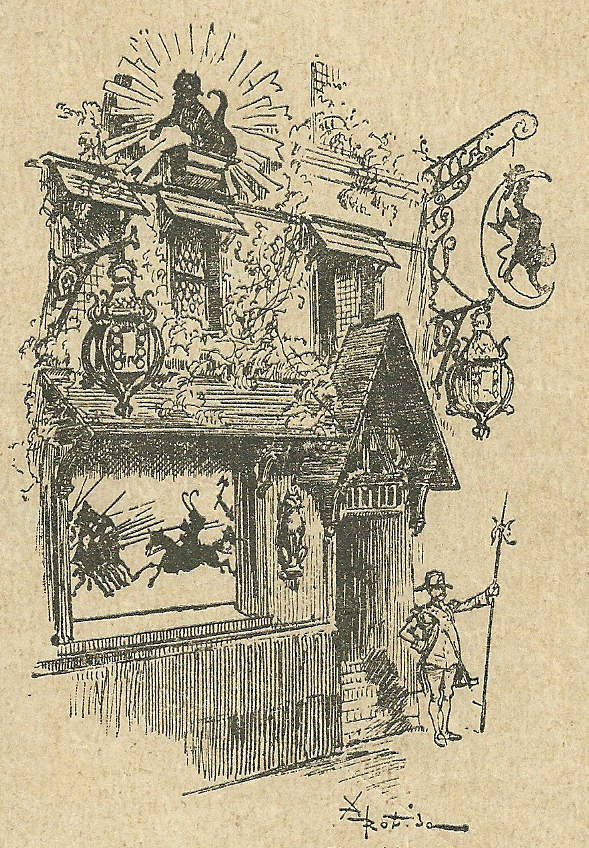
アルベール・ロビダ (1848-1926)による版画：1885年6月の移転後の「ル・シャ・ノワール」

### モンマルトルのキャバレー文化
モンマルトルは1860年に18区としてパリに併合されるまでは、「徴税請負人の壁（フェルミエー・ジェネローの城壁）」の外側に位置していたため、パリ市内より安く酒類を提供する酒場に人々が集まるようになったが、併合後はさらに発展し、居酒屋、キャバレー、ダンスホール、カフェ・コンセールなどの娯楽施設が次々と誕生し、繁華街が形成された。シャルル・ボードレールやジュール・ヴァレスらが通っていたブラッスリーをカフェ・コンセールに改装し、「ル・ディヴァン・ジャポネ」(「ル・ディヴァン・デュ・モンド」参照) として創業したのは1873年、現在でも営業を続ける「ムーラン・ルージュ」が設立されたのは1889年のことである。また、「ル・シャ・ノワール」の精神を受け継ぎ、またはこれに対抗して「ル・シャ・ボテ（長靴をはいた猫）」、「キャッザール」などのキャバレーも設立された。

### 歌手ブリュアンの社会批判

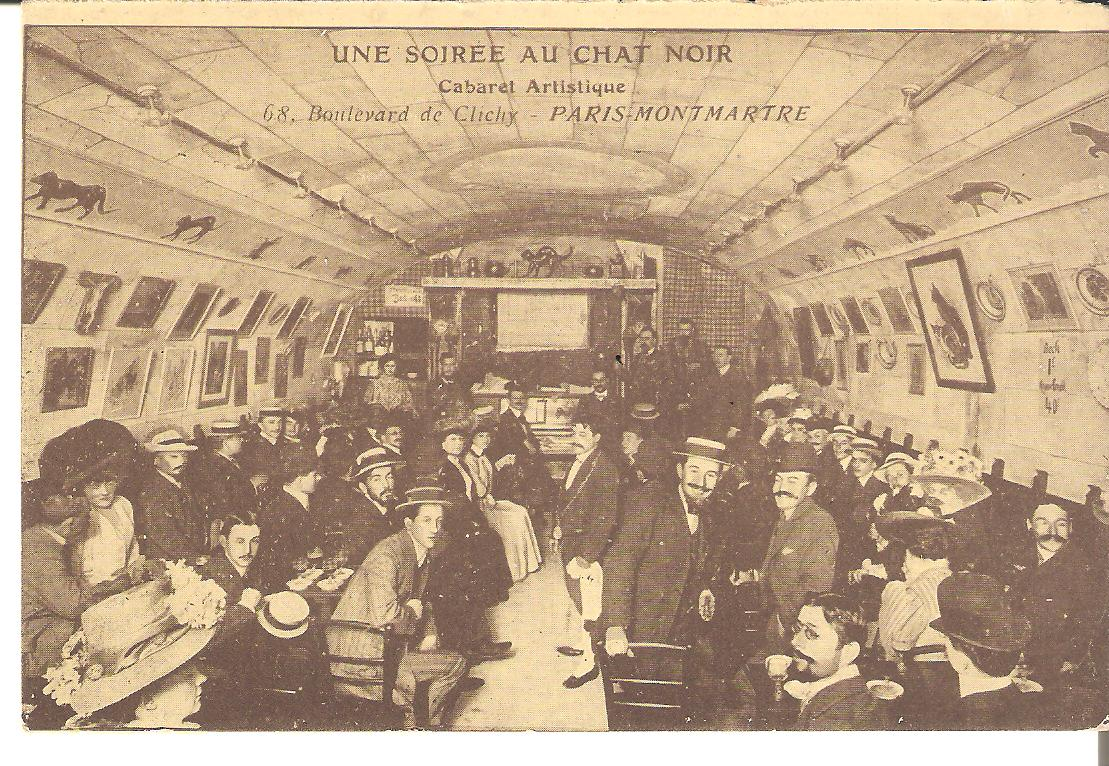
「ル・シャ・ノワール」店内

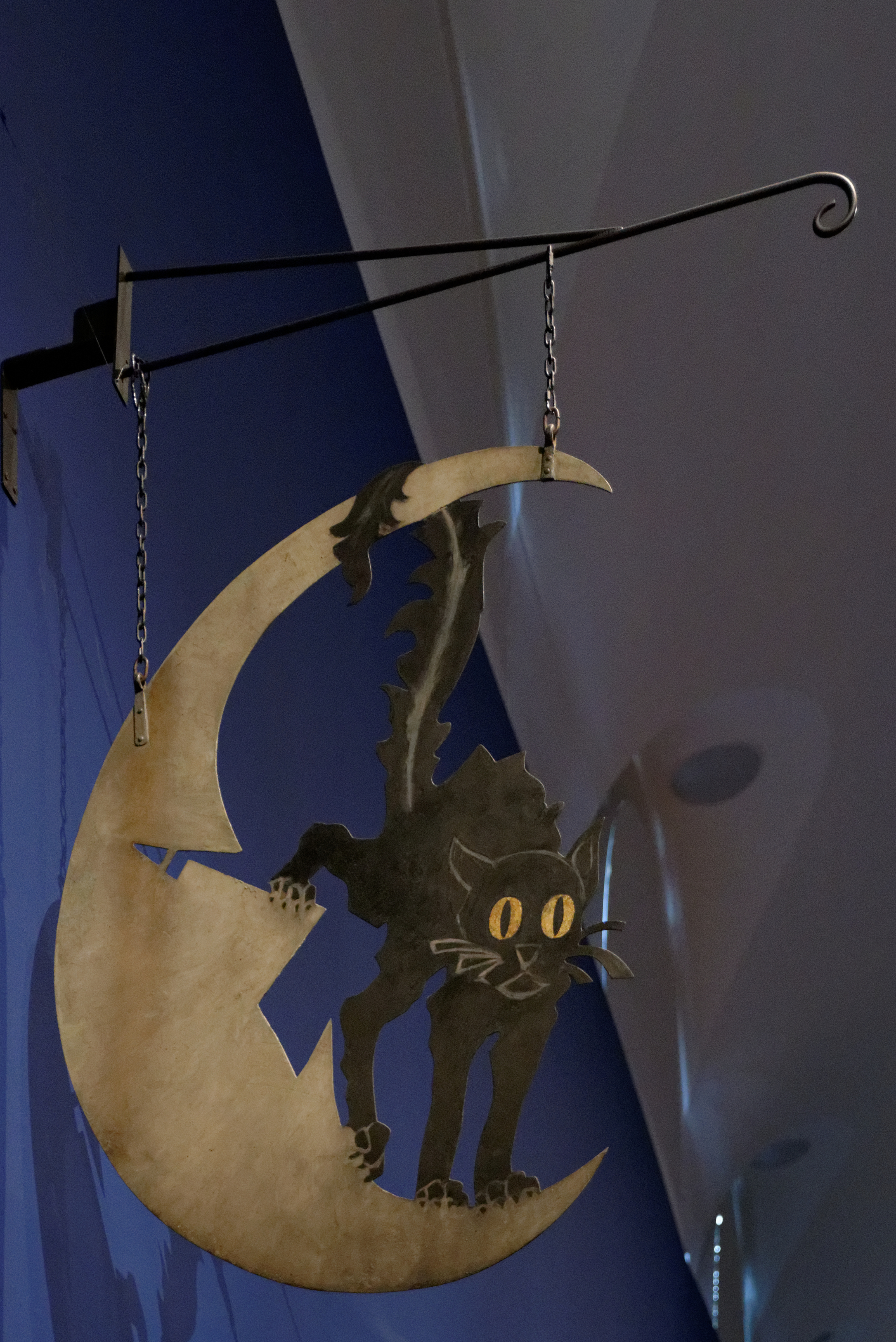
上図右上にある黒猫の看板 (カルナヴァレ博物館所蔵)

一方、パリ併合後のモンマルトルでは、かつてブドウ畑だった場所に住宅が建てられ、19世紀末には低賃金の労働者や娼婦のほか、ボヘミアン芸術家らも移り住むようになった。「ル・シャ・ノワール」は広義にはキャバレーに分類されるが、狭義には「ゴゲット」という居酒屋の一種でもある。「ゴゲット」とは、仕事を終えた労働者が集って歌ったり、詩を朗読したりして仲間同士の絆を確認しあう場、社会や政治に関する知識が伝達され、議論される場であり、同時にまた、労働詩人や民衆詩人と呼ばれる人々が出現し、労働者の組織化が図られる場でもあった。「ル・シャ・ノワール」の人気歌手でトゥールーズ＝ロートレックのポスターでも知られるアリスティード・ブリュアンの「罵倒芸」、そして彼が「人生の苦しみ、そして酔っぱらいや娼婦、浮浪者といった弱者たちの貧窮を、誰にも真似のできないあけすけな言葉で歌い、またブルジョワたちを嘲弄」したのは、こうした背景による。

### 異種混合 ― 総合芸術

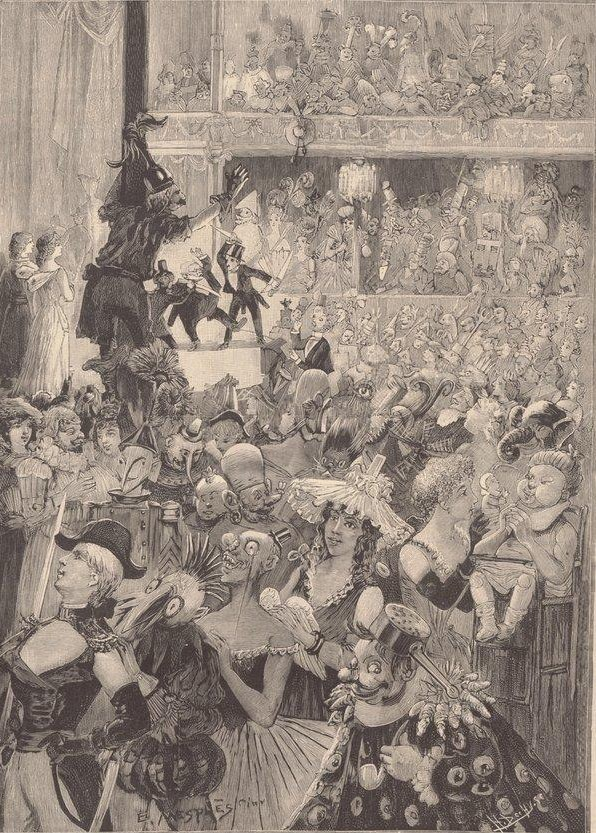
ポール＝ウジェーヌ・メプレス (1849–1924) 作『フォリー・ベルジェールのホールで行われた舞踏会と支離滅裂派の紹介』(1891,『ル・モンド・イリュストレ』紙に掲載)

したがって、「ル・シャ・ノワール」は「イドロパット」を中心とするカルチエ・ラタンの芸術家・文人らをセーヌ左岸から右岸へ引き入れることに成功したばかりでなく、岡本夢子によると、「（創作）活動の傍ら別の仕事をして日々の生計を立てるか、浮浪者同然の生活を強いられていた」モンマルトルのボヘミアン芸術家をも引き入れた「異種混合状態」、さらには、文学、美術のみならず、音楽、ダンス、演劇などのジャンルも取り込んだ「総合芸術的な自由空間」を作り出し、グードーの言う「精神の地殻変動」を引き起こしたのである。先の「フュミストリー」もこうした精神風土から生まれたものであり、アナーキスト的態度や反骨精神に基づく既成の秩序や観念に対する挑発であり、抑圧を強いる社会に笑いやばか騒ぎで反発することであった。

### アンコエラン（支離滅裂派）

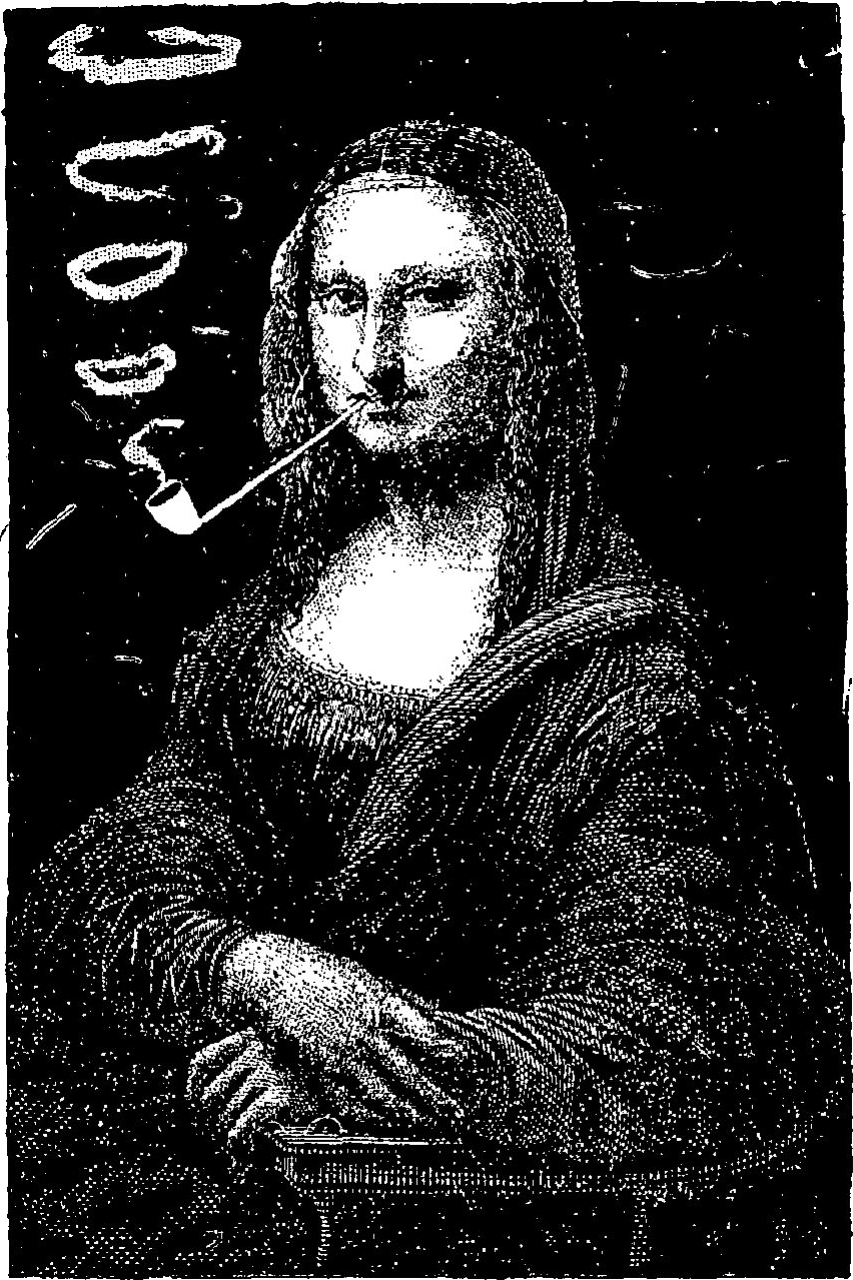
サペック (1854-1891) 作『パイプを咥えるモナ・リザ』(コクラン・カデ『リール (笑い)』誌の挿絵, 1887年, BnF 電子図書館)

「アンコエラン（支離滅裂派）」も「フュミストリー」とほぼ同義に用いられる。これは「グードー率いるイドロパット集団の後継者が1881年に興した反芸術運動であり、主導者であるジュール・レヴィは、馬鹿馬鹿しさを志向した展覧会や舞踏会を多く開催した。自宅を会場にして開催した第2回アンコエラン展には、ボール紙の上に貼り付けられた玩具、胡桃の殻を運んで空中にゆれる赤い風船、靴底を板にはめ込めた郵便配達夫などレディメイドを使用した作品が並び、1日の間に2,000人を超える人々が押しかけた。伝統的な芸術の概念を壊そうとしたこの芸術運動は、20世紀のダダイスムやシュルレアリスムなどの重要な先駆けとして位置づけられている」。
「アンコエラン」、「フュミスト」の典型は風刺画『パイプを咥えるモナ・リザ』で知られるサペック（本名ウジェーヌ・バタイユ(1854-1891) である。1882年、彼は開店間もない「ル・シャ・ノワール」に客を呼び込もうとして、サリスのピストル自殺を伝える虚報と葬儀の芝居を思いついた。訃報記事を書いたのは「アケンピ」という偽名を使っていたエミール・グードーであった。「ル・シャ・ノワール」を閉店して葬儀を行うとして、参集を呼びかけた。当日、店内には黒幕が張られ、棺が置かれ、弔問客を迎える準備が整えられた。画家ポール・シニャックは修道女に扮したという。そしてこの大がかりな茶番劇の最後にサリスが姿を現し、弔問客を驚かせたのである。

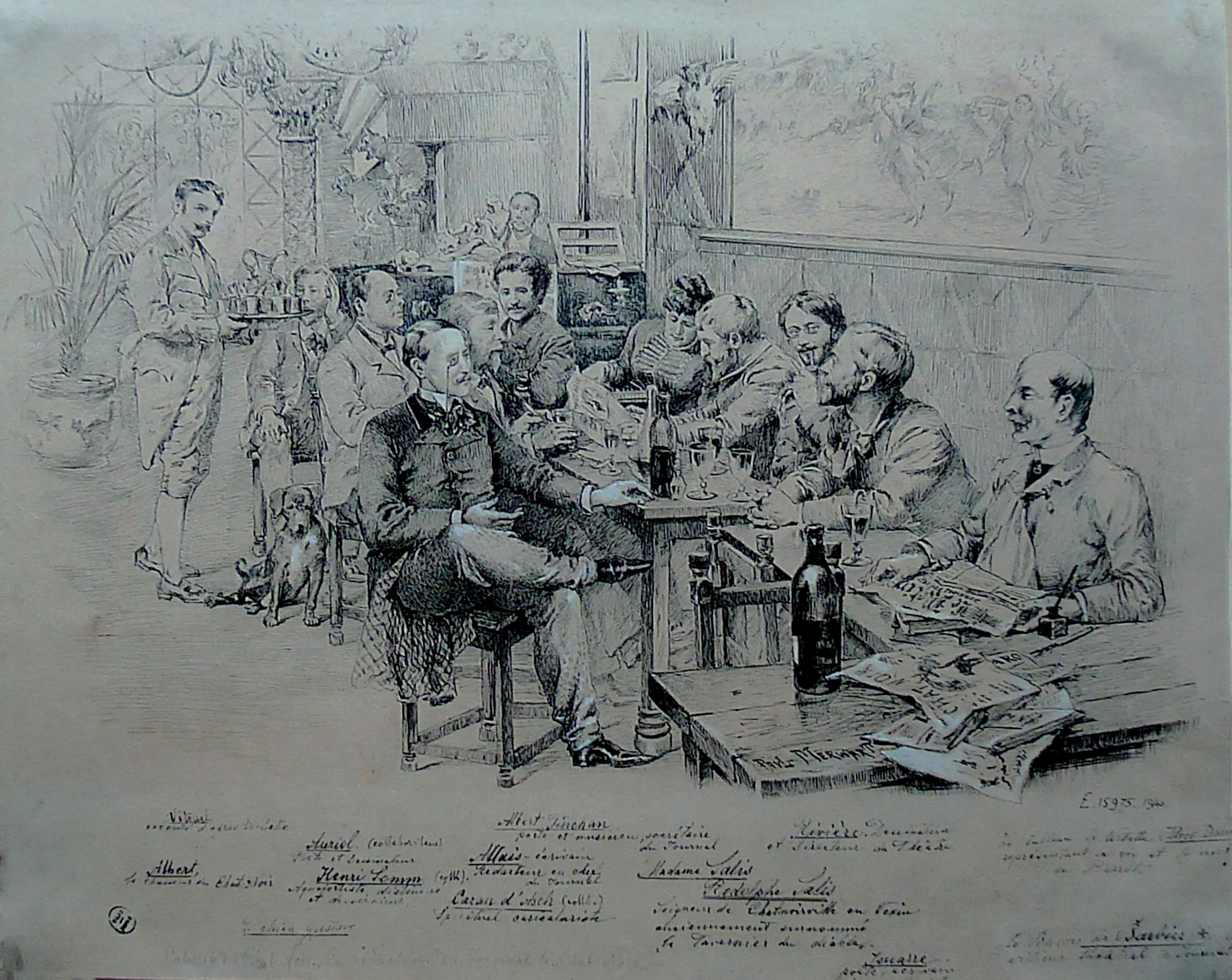
「学士院」と呼ばれた週刊新聞『ル・シャ・ノワール』の編集部 (ポール・メルワール (1855–1902) 作, 1882年頃, カルナヴァレ博物館所蔵)---サリスはここを「アカデミー・フランセーズの舞台裏である」と吹聴していた。

### 機関紙『ル・シャ・ノワール』

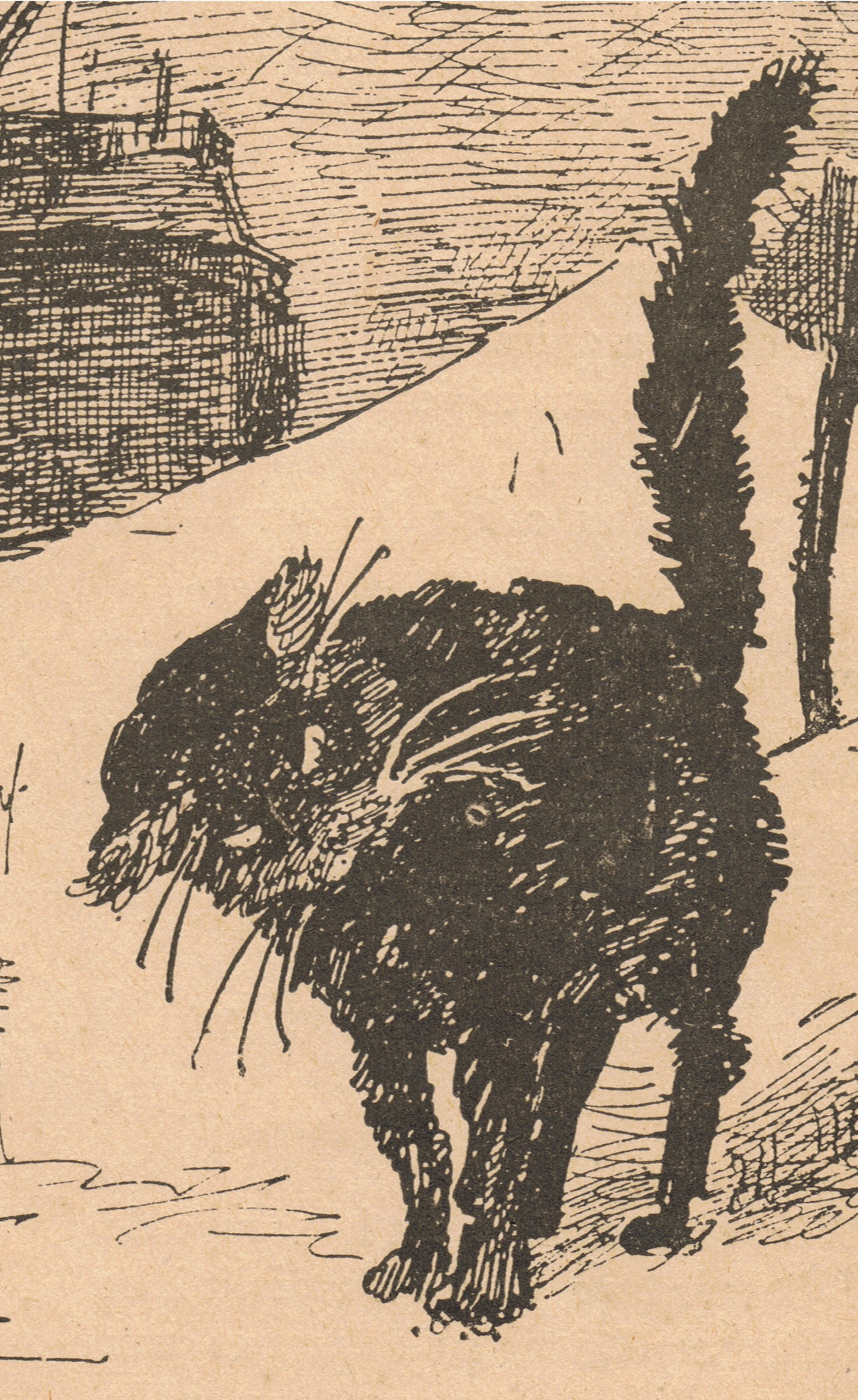
『ル・シャ・ノワール』紙の表紙の黒猫 (1884, BnF 電子図書館)

このキャバレーの機関紙として1882年から1895年まで計688号も発行された週刊新聞『ル・シャ・ノワール』もこうした諧謔精神を反映している。発行責任者はロドルフ・サリス、編集長はエミール・グードーであった。詩、小話、連載小説、時評などのほか、特に人間の営為の愚かさを辛辣かつ滑稽に描いた風刺画（カリカチュア）、戯画、その他のデッサンが好評であった。サリス自身が「皮肉・冗談新聞」と呼んでいたこの新聞には漫画（バンド・デシネ）の先駆けとされる連載もあり、フランスの風刺および風刺新聞の歴史を知るうえでも重要である。最も頻繁に風刺画を掲載していたのはピエロの絵で知られるアドルフ・レオン・ウィレット(1857-1926)、『ルドルフ・サリスの「ル・シャ・ノワール」の巡業』のポスターをはじめとし、猫を繰り返し画題にしたテオフィル・アレクサンドル・スタンラン、政治風刺を得意とするカラン・ダッシュ(1858-1909) であった。なお、フランス国立図書館 (BnF) は1882年から1891年までの『ル・シャ・ノワール』の電子版を作成し、電子図書館「ガリカ」で公開している。

### ル・シャ・ノワールの歌

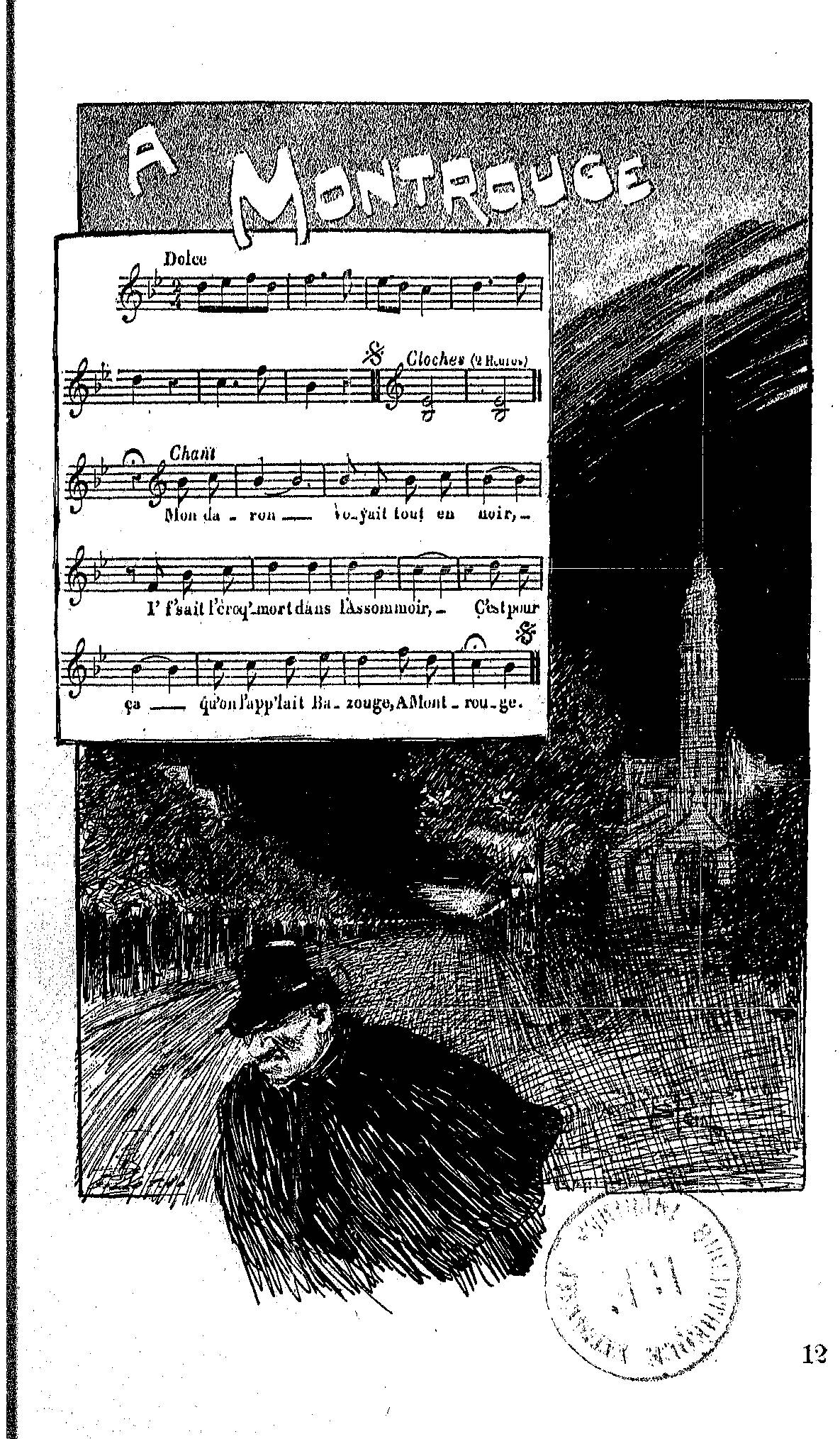
ブリュアンの曲『モンルージュへ』の楽譜：スタンランの挿絵入り (BnF 電子図書館)

「ル・シャ・ノワール」は、初めてピアノを置くことが許可されたキャバレーであり、ジョルジュ・フラジュロール(1855-1920)、ポール・デルメ(1862-1904)、クロード・ドビュッシー (1862-1918)、エリック・サティ (1866-1925) らが演奏や作曲に使った。フラジュロールやサティは「ル・シャ・ノワール」の専属ピアニストであり、デルメは甘美な愛の歌で人気を博していた。当時、「ル・シャ・ノワール」で生まれ歌われた歌は「ル・シャ・ノワールの歌（シャンソン）」と呼ばれ、「ル・シャ・ノワール」の常連画家が挿絵を入れた楽譜が印刷され、音楽出版社から、またはシャンソニエ自身によって販売された。曲のテーマは貧困などの社会の悪弊や時事問題、愛、歳時、地方の文化・伝統など多岐にわたっていたが、特に政治風刺や宗教風刺、皮肉やブラックユーモアが話題を呼んだ。アリスティード・ブリュアンやイヴェット・ギルベールなどの人気歌手の歌は今でも聴くことができるが、録音されることのなかった歌手も多い。特に「幸運を探しに行く、夜のモンマルトル、ル・シャ・ノワールのあたりに」という歌詞で「ル・シャ・ノワール」の名を歌謡史に残したブリュアンの曲は、以後、多くの歌手により歌い継がれることになった。
1885年6月、「ル・シャ・ノワール」が手狭になったため、ラヴァル通り12番地（現在のヴィクトール・マセ通り）に移転した。ロシュシュアール大通り84番地の旧「ル・シャ・ノワール」はブリュアンが手に入れ、改装してキャバレー「ル・ミルリトン」を開店した。一方、グードーは移転に先駆けて1884年に辞表を新聞に掲載した。理由は、当初、ブルジョア趣味を排し、「アンコエラン」、「フュミスト」をはじめとする前衛芸術家やボヘミアン芸術家が内輪で集まる場だったのが、やがて、経営者サリスがブルジョア相手に商売人気質を発揮するようになったからである。

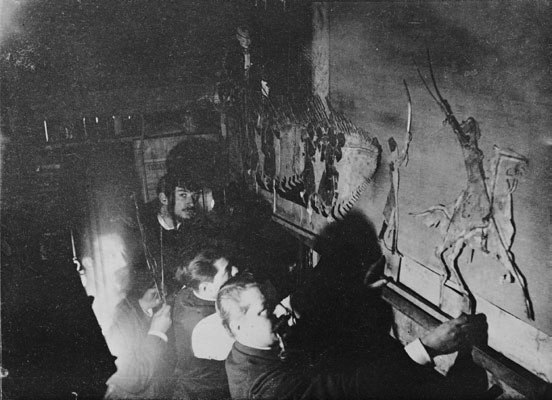
影絵芝居の舞台裏：カラン・ダッシュ作の亜鉛版を使って『叙事詩』を上映している様子 (1890年頃)

### アンリ・リヴィエールの影絵芝居

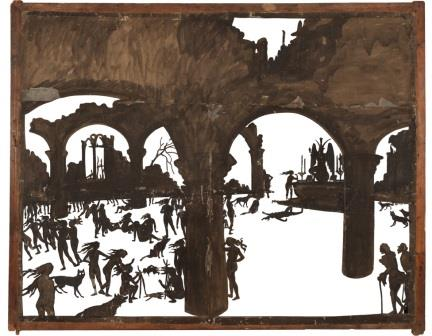
影絵に使われた亜鉛板 (1891, モンマルトル美術館所蔵)

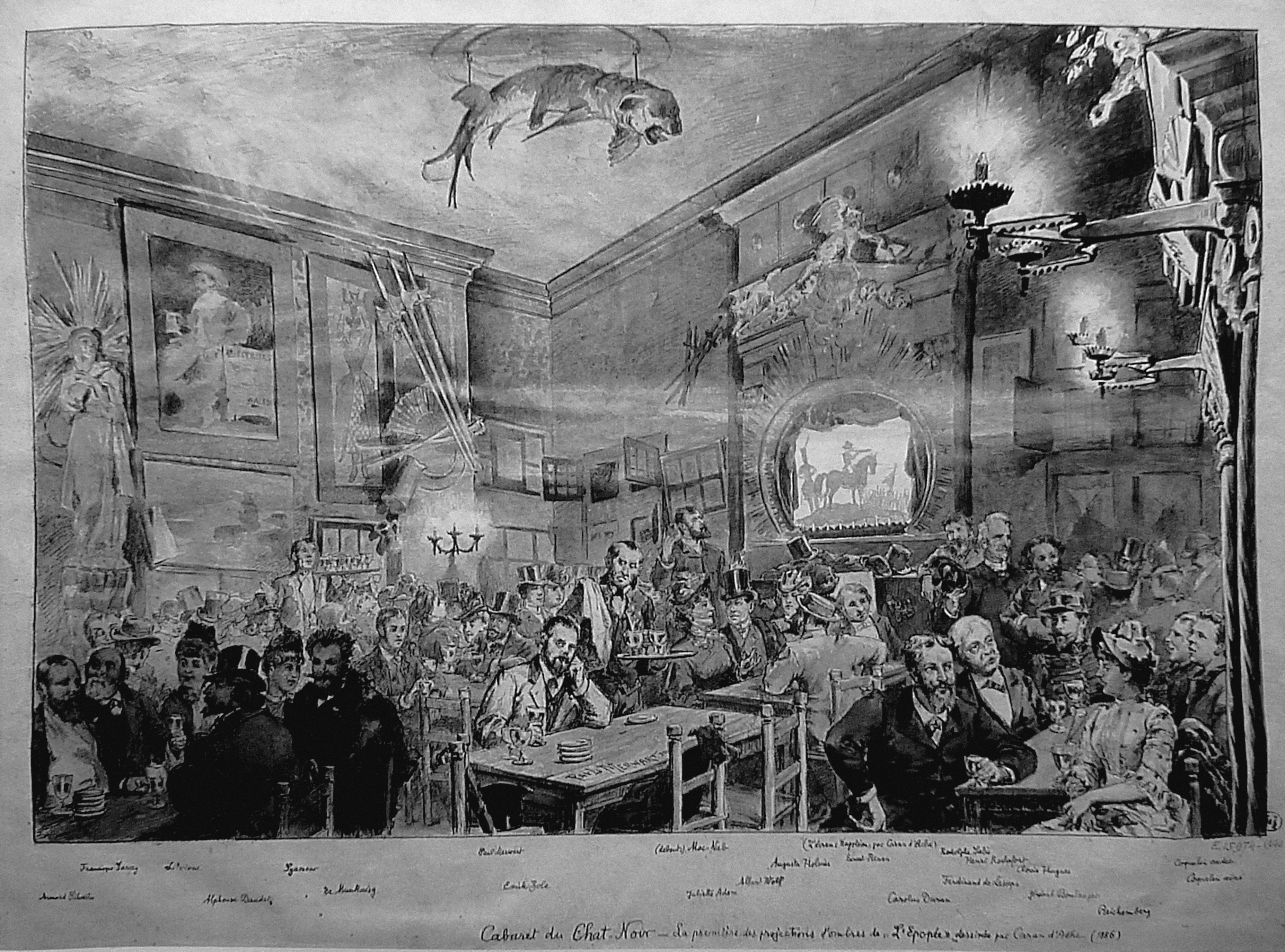
「ル・シャ・ノワール」での影絵芝居の上映 (1886, カルナヴァレ博物館所蔵)

こうして「ル・シャ・ノワール」は商業的な成功を収め、移転後1897年にサリスが死去するまでの12年間、総合芸術の実験室であり続けた。なかでも重要なのは画家アンリ・リヴィエール (1864-1951) が1886年に創設した「テアートル・ドンブル（影絵芝居）」である。当時は提灯や絹のパネル、竹の椅子といった日本趣味の内装で知られ、『ラ・ランテルヌ・ジャポネーズ（日本の提灯）』という文芸新聞を発行していたキャバレー「ル・ディヴァン・ジャポネ」、1887年に画家フィンセント・ファン・ゴッホが描いた、背景に浮世絵のある『タンギー爺さん』などに見られるようにジャポニスムが流行していたが、アンリ・リヴィエールもジャポニスムに深い影響を受けた画家であり、日本や中国の影絵に発想を得て「影絵芝居」を創設。『聖アントワーヌの誘惑』、『星への歩み』、『叙事詩』など数々の影絵作品を制作し、「ル・シャ・ノワール」で上映した。亜鉛板を使った当時の影絵には高い技術が要求され、リヴィエールの劇場では12人の機械技師が働いていたが、ここで上映された影絵芝居は既に後に開発される映画の特徴（動き、音声、色彩など）を備えたものであり、音楽はジョルジュ・フラジュロールが担当した。
モンマルトル美術館では、2012年9月13日から2013年6月2日まで企画展「『ル・シャ・ノワール』を巡って ― モンマルトルの芸術と娯楽 1880-1910」が開催された際に、「アンリ・リヴィエールの影絵」と題する特別展示室を設けて、影絵を上映し、当時の技術について紹介した（動画）。
スタンランが『ルドルフ・サリスの「ル・シャ・ノワール」の巡業』のポスターを制作したのは1896年のことである。この1年後の1897年にサリスが死去し、「祝祭の間」で影絵芝居の最後の上映会が行われた後、「ル・シャ・ノワール」は閉店した。

## 日本で開催された「ル・シャ・ノワール」展
日本でも伊丹市立美術館（2011年4月16日-6月5日）、尾道市立美術館（2011年8月6日～9月25日）、北海道立函館美術館（2011年10月8日-12月7日）、群馬県立近代美術館（2011年12月23日-2012年3月25日）、八王子市夢美術館（2012年4月6日-5月20日）で企画展「陶酔のパリ・モンマルトル 1880-1910 ― 『シャ・ノワール（黒猫）』をめぐるキャバレー文化と芸術家たち」が開催され、この一環として影絵芝居が「映画に先駆ける総合芸術として人々を魅了し、ロートレック、ゴーギャンらにも大きな影響を与えた」として紹介され、東京芸術大学音楽学部の協力により、当時の影絵芝居『聖アントワーヌの誘惑』『星への歩み』の再現映像が上映された。展覧会の構成は「第１章 ― キャバレー『シャ・ノワール』とアンコエラン派」、「第2章 ― サーカス」、「第3章 ― カフェ、カフェ・コンセール、公演」、「第4章 ― 前衛演劇とナビ派」、「第5章 ― 象徴主義」と、世紀末のデカダンスとベル・エポックの精神を総合的に紹介する展覧会であり、『日本経済新聞』などでも紹介された。

## 「ル・シャ・ノワール」を拠点とした主な芸術家

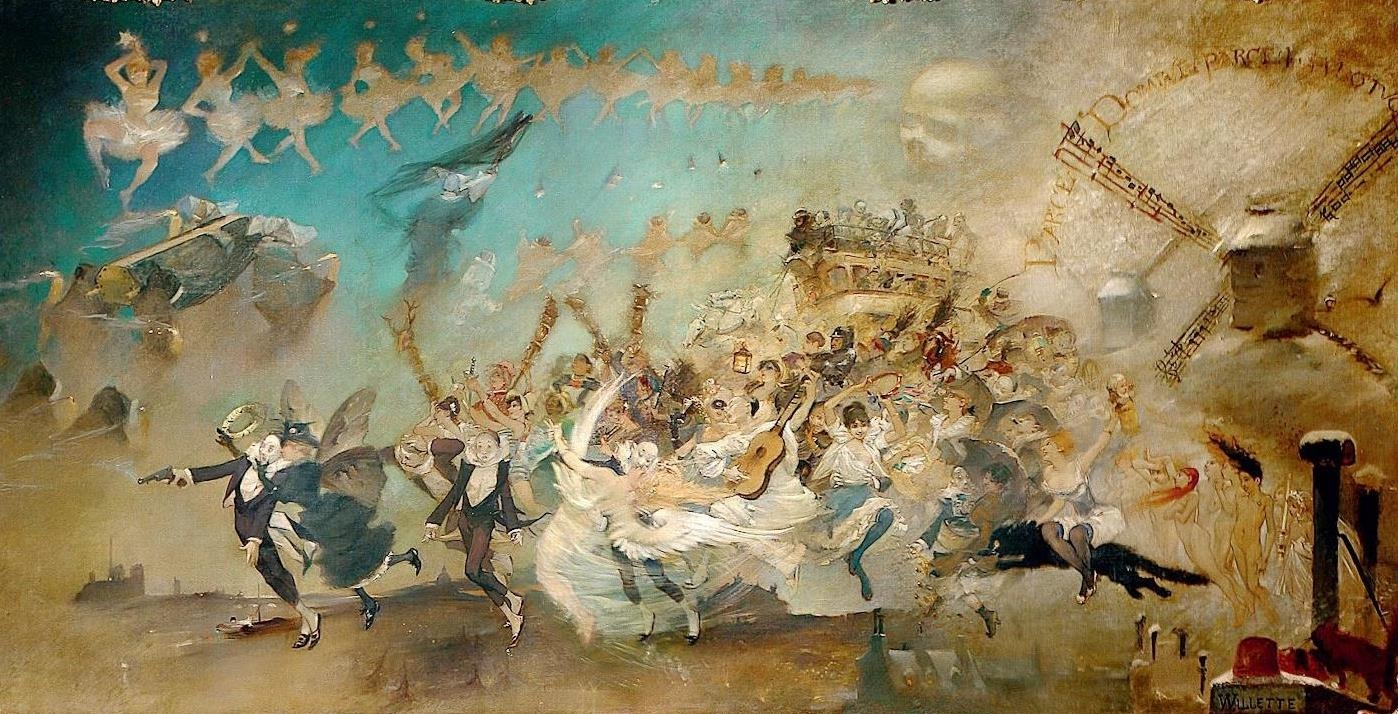
「ル・シャ・ノワール」の内装に使われたアドルフ・ウィレット (1857-1926) の絵 (1884, モンマルトル美術館所蔵)

- 作曲家ジョルジュ・フラジュロール (1855-1920)
- 作曲家ポール・デルメ (1862-1904)
- 作家アルフォンス・アレー (1854-1905)
- 画家ジョルジュ・オリオール (1863-1938) (ジャン＝ジョルジュ・オリオールの父)
- 歌手アリスティード・ブリュアン (1851-1925)
- 画家カラン・ダッシュ (1858-1909)
- 画家エミール・コール (1857-1938)
- 詩人シャルル・クロス (1842-1888)
- 作曲家クロード・ドビュッシー (1862-1918)
- 劇作家モーリス・ドネ（フランス語版）(1859-1945)
- 画家アンドレ・ジル (1840-1885)
- 詩人エミール・グードー (1849-1906)
- 歌手イヴェット・ギルベール (1867-1944)
- 詩人ジュール・ラフォルグ (1860-1887)
- 詩人ジャン・リシュパン（フランス語版）(1849-1926)
- 作家ギ・ド・モーパッサン (1850-1893)
- 画家アンリ・リヴィエール (1827-1883)
- 詩人モーリス・ロリナ（フランス語版）(1846-1903)
- 詩人アルベール・サマン（フランス語版）(1858-1900)
- 作曲家エリック・サティ (1866-1925)
- 画家ポール・シニャック (1863-1935)
- 劇作家ヨハン・アウグスト・ストリンドベリ (1849-1912)
- 詩人ポール・ヴェルレーヌ (1844-1896)
- 画家アドルフ・レオン・ウィレット (1857-1926)